# Charmon taiwanensis
Charmon taiwanensis är en stekelart som beskrevs av Chou och Hsu 1995. Charmon taiwanensis ingår i släktet Charmon och familjen bracksteklar. Inga underarter finns listade i Catalogue of Life.